# 逆転裁判6
『逆転裁判6』（ぎゃくてんさいばんシックス、英：Phoenix Wright: Ace Attorney – Spirit of Justice）は2016年6月9日にカプコンからニンテンドー3DS向けに発売されたアドベンチャーゲーム。逆転裁判シリーズ第6作目。
主人公は前作『逆転裁判5』から引き続き成歩堂龍一と『逆転裁判4』の主人公である王泥喜法介の2人が務め、架空の異国「クライン王国」がストーリーの主な舞台となる。本編とは別にダウンロードコンテンツとして「特別編」および数量限定特典・早期購入特典が配信された。
本作では前作同様に鉄道会社とのコラボレーション企画の「逆転裁判6ミステリーラリー〜友好の証〜」が実施されたほか、パセラリゾーツ秋葉原電気街店では「逆転裁判6 ミステリー＆ダイニング 〜6つの謎カフェ〜」と題したカフェがオープンした。
2017年9月22日にiOSとAndroid版が配信開始された。2024年1月25日には『逆転裁判456 王泥喜セレクション』への収録作品の一つとして発売された。

## システム
これまでの作品同様に「探偵パート」で証言や証拠を集め「法廷パート」で検事や証人を相手に事件の真相を明らかにしていく。また前作に登場した「ココロスコープ」が本作でも登場し、カガク捜査の「指紋検出」は3D対応となった。ほかカガク捜査に同じシーンを収めた2つの視点のカメラ映像から矛盾する部分を見つけ出す「マルチアングル動画指摘」が導入された。王泥喜が使用する「みぬく」や「サイコ・ロック」、「カンガエルート」も引き続き採用されている。
一方で『3』以来に「霊媒」がゲームシステムとしても扱われ「霊媒ビジョン」として実装された。新機能であることから公式サイトで解説がなされた。
クライン王国の法廷パートで発生する御魂の託宣（みたまのたくせん）は姫巫女のレイファが事件の被害者の御魂に呼びかけ、被害者が「死ぬ直前の記憶」を法廷の水鏡（みずかがみ）に映像として映し出すシステム。その映像をもとに、被害者が死に至るまでの様子をレイファが代弁する。これを「託宣（たくせん）」という。クライン王国の法廷では、この儀式で得られる情報が有力なものとして扱われる。ただし、この儀式を行うには、託宣を行う者が被害者の「名前」と「顔」を知っている必要がある。プレイヤーは「死者の記憶」とレイファの「託宣」とのあいだにムジュンが生じていないか検証して死者の記憶に映る「視覚」「聴覚」「嗅覚」「触覚」「痛覚」の5つの感覚から、託宣とムジュンした感覚を指摘しなければならない。ムジュンの指摘に成功すると「託宣」の内容が正しいものに更新されていくが、正しくない指摘をするとペナルティを受ける。
ほかコラボ作品を含めると『レイトン教授VS逆転裁判』、シリーズ全体では『大逆転裁判 -成歩堂龍之介の冒險』、ナンバリングタイトルでは『蘇る逆転』以来にペナルティが回数制になり、クライン王国では御魂、日本では弁護士バッジで表示される。

## あらすじ
本作品では、成歩堂龍一と王泥喜法介が「W（ダブル）主人公」として登場し、クライン王国では成歩堂が、日本では王泥喜が主人公となり、最終話では2つの国で起こる事件が交錯し物語が展開される。時系列としては『5』から4ヶ月後が舞台となる。
第1話：逆転の異邦人
修行中の綾里真宵を迎えにいくためクライン王国にやってきた成歩堂は、その途中、ツアーガイドの少年ボクト・ツアーニと知り合い、2人で姫巫女・レイファによる「奉納の舞」が行われる「ジーイン寺院」を訪れた。しかしその直後、国家反逆罪の容疑でボクトが警察に連行される。事情もわからぬまま成歩堂は「クライン大法廷」に向かうと、そこでは弁護士が不在という日本では考えられない裁判が行われていた。事態を目の当たりにした成歩堂は思わず弁護席に立ち、ボクトの弁護を開始するが、王国には弁護を行うと「弁護罪」に問われる。
クライン王国（クラインおうこく）
『6』に登場した国家。「霊媒」が裁判や外交など、国家の運営の主軸を担っており、王位継承権を有するのは霊媒ができるだけの霊力があると見込まれた王女のみ。真宵によれば倉院流霊媒道の創始霊媒師の綾里供子はここで修行を積み現在の倉院流霊媒道が発展し、倉院流霊媒道の家元となる霊媒師は最終的にクライン王国での修行が必須とされている。（第3話）
弁護罪（べんござい）
『6』のクライン王国にて存在する刑事罰。被疑者を弁護した者に適用され、被告人が有罪判決を受けた場合弁護した者も同じ罪を被るというもの。

第2話：逆転マジックショー
日本の「トロンプ・シアター」で、みぬきの念願だった「或真敷一座」の復活をかけたマジックショーのリハーサル中、何もないはずの場所から共演者の「Mr.メンヨー」が遺体となって現れ、舞台に設置していた大型のセットが落下する事故が発生。一連の責任を問われたみぬきが逮捕されてしまう。王泥喜と心音は、みぬきを救うために事故の調査を開始する。
第3話：逆転の儀式
クライン王国で2年間修業をしてきた真宵は、帰国前に最後の修行となる「水清めの儀」に挑むが、儀式の最中に祭司が殺害される事件が発生。殺害現場は一般人が立ち入れない「聖域」と呼ばれる場所で、その場に居合わせていたのは被害者の祭司と真宵の2人だけだったことから真宵は逮捕される。成歩堂は真宵の無罪を訴えるため、再びクライン王国の法廷に立つ。
第4話：逆転寄席
クライン王国に滞在中の成歩堂に加え王泥喜も不在の中、心音は夕神に裁判所へ呼び出され、落語家・旋風亭獏風殺害事件の被告人・内舘すするの弁護を依頼される。しかし、内舘は自暴自棄になって酒に酔っており、開廷直前に倒れてしまう。被告人との打ち合わせもロクにできないまま、心音は1人で法廷に立つこととなる。
第5話：逆転の大革命
事務所で待機する王泥喜の前に、クライン王国の革命組織「反逆の龍」のリーダー、ドゥルク・サードマディが姿を現す。ドゥルクは考古学者・佐奈樹文明から譲り受ける約束をしていたクライン王国の国宝「始祖の宝玉」の受け取りに弁護士として立ち会ってほしいと王泥喜に依頼し、王泥喜たちは「倉院の里」に向かう。しかし、佐奈樹は前日に死亡しており、始祖の宝玉は彼の手によりどこかに隠されていた。王泥喜たちは命からがら宝玉を探し当てるが、その直後、政治家(候補)・清木まさはるが「倉院の里に伝わる秘宝で、1年前に清木家の蔵から佐奈樹に盗まれたものだ」として秘宝の返還を求め、ある刑事を呼んでいた。しかし、ドゥルクは事前に佐奈樹から念書を受け取っており、正当性を主張。清木は念書の無効を訴え、話は平行線に。そこに現れた清木の顧問弁護士である成歩堂は裁判で決着を付ければいいと提案する。シリーズで初めて行われた『民事裁判』で王泥喜は成歩堂と対決、そして王泥喜は清木の裏の顔を暴き、「始祖の宝玉」を正当に入手したが、これはまだ大事件の序章でしかなく、舞台は国を跨ぎクライン王国へと移る。
特別編：時を越える逆転
2016年6月30日から7月20日までは無料、それ以降は有料のダウンロードコンテンツとして配信された、本編の後日談となる追加エピソード。
第5話の事件解決から数か月後、「成歩堂なんでも事務所」に幼馴染の矢張が花嫁姿をした大津部雫をつれてやってきた。雫は、同僚を殺害した容疑をかけられているという。しかし、雫は「タイムトラベルをして過去に戻ってきただけ」と殺人事件への関与を否定。現実では考えられない事象に悩む成歩堂だったが、矢張の懇願で彼女の弁護を引き受けることとなった。
遊べる！逆転劇場 成歩堂龍一編、遊べる！逆転劇場 王泥喜法介編
数量限定特典として封入されたダウンロード番号をゲーム内で入力し、ダウンロードすると遊べるようになる2種類の追加エピソード。本編とは関与しないショートストーリーで、本編と同様に調査や尋問が可能。

## 登場人物

### 『逆転の異邦人』
ボクト・ツアーニ［ボクト］
声 - 加藤英美里
被告人。クライン王国に住む少年で、ツアーガイド兼ジーイン寺院の見習い僧侶。観光客にクライン王国の説明をするのが好きで、初めてクラインを訪れた成歩堂を案内した。ポシェットには愛犬のミタマルが入っている。9歳。
ポットディーノ・ニカワス［ポットディーノ］
敬虔なクライン教の信徒で、ジーイン寺院の住職。36歳。長髪にフェイスペインティングが特徴。クライン王国の民族楽器の“ダマラン”を手に演奏する音楽家であり、奉納舞の演奏も行っている。
ミーマ・ワルヒト
被害者。宝物庫の警備員。享年32。宝物庫で頭に血を流して死亡していた。

### 『逆転マジックショー』
菜々野 美々（ななの みみ）［ミミ］
新米マジシャン。19歳。モチーフは兎。バニーガールの格好をしており、みぬきを一流として尊敬している。心優しくおっとりした性格。輝々の双子の妹。
菜々野 輝々（ななの きき）[キキ]
新米マジシャン。19歳。モチーフは蝙蝠。心優しくおっとりした美々とは正反対に小悪魔で天邪鬼な性格。美々の双子の姉。
志乃山 金成（しのやま かねなり）［ヤマシノ］
ヤマシノPの愛称でお馴染みの、ニドミテレビの名物プロデューサー。35歳。プロデューサーでありながら自らテレビ番組にも出演している。飄々とした態度だがかなりのやり手。
Mr.メンヨー（ミスターメンヨー） ［メンヨー］
被害者。マジシャン。享年30。元「或真敷一座」のマジシャン。みぬきのマジックショーの最中に事故死した。本名は伏樹 直人（ふしぎ なおひと）。

### 『逆転の儀式』
マルメル・アータム［マルメル］
被害者。クライン王国の祭司。享年42。「水清めの儀」の最中に何者かに殺害された。人格者で、修行に来ていた真宵を自宅に招き入れたりもしていた。
サーラ・アータム［サーラ］
被害者・マルメル・アータムの妻。31歳。「水清めの儀」では彼女が鳥姫様の役を演じていたが、今年はお産のため役を真宵に譲った。マルメルの死をきっかけにマルメルの遺影を所持し、よくマルメルの遺影に話しかけて相談している。しかし、あくまで本当に死者の声が聞こえないため、そんな気がするだけである。
ナナシーノ・ゴンビエ [ナナシーノ]
謎の男。記憶喪失のため、本名・職業は不明。髪と髭を長く伸ばしているため顔も確認できない。自分は誰なのかを他人に質問している。
ガラン・シガタール・クライン［ガラン］
声 - 高島雅羅（逆転の大革命での登場時）
クライン王国の女王で、インガの夫でレイファの母親。43歳。女王であると同時に大巫女でもある。優しい性格。
オガム・マイニーチェ
祭司見習い。21歳。祭司の家で住み込みで修行をしている。
ダッツ・ディニゲル［ダッツ］
クライン王国で指名手配されている革命派の幹部。46歳。外国で空挺部隊に所属した経歴を持つ。
鳥姫（とりひめ）
クライン王国に伝承される女戦士。最近になって本物が出没して革命派の人間を次々に捕らえているという。

### 『逆転寄席』
内舘 すする（うちたて すする）[ススル]
被告人。蕎麦屋「内舘庵」四代目店主。20歳。体は肥満体。被告人にされたことでやけ酒をして、酷く酔い時には顔を青くして嘔吐しそうになり気絶してしまう。常に左手にはお盆の上に沢山の笊蕎麦を乗せている。出前の笊蕎麦を運ぶ際は木製スケートボードで移動して運び、その木製スケートボードには笊蕎麦の値段が表記されている。腕はまだまだだが努力している最中で、香水や整髪料の強い匂いで蕎麦の匂いが移るのを嫌う。
旋風亭 獏風（せんぷうてい ばくふう）
被害者。旋風亭一門の大師匠である落語家。享年70。蕎麦ネタで有名。蕎麦が大好き。寄席「来来亭」（くるくるてい）の楽屋で窒息死している姿が発見された。「ジュゲム」という名前の犬を飼っている。
旋風亭 風子（せんぷうてい ぷうこ）[プーコ]
旋風亭一門の紅一点であるバルーンアーティスト。34歳。桃色を基調とした可愛い衣装に赤い付け鼻を付けたピエロの格好をしている。故人である父は旋風亭一門の落語家で先代旋風亭美風。香水をつけている。蕎麦アレルギー。
旋風亭 美風（せんぷうてい びふう）[ビフウ]
旋風亭一門の落語家。28歳。芸歴は風子より浅いが先に昇進した。実は多重人格。主人格は美風で別人格の一八、喜瀬川、磯田定吉の四重人格。左利き。一人称は「あたし」。3個の扇子を髪留めに使用。証言時は座布団を積み重ねた上に正座する。一八と喜瀬川は美風と記憶を共有しているが、磯田のみ記憶を共有してない。一八と喜瀬川共々お酒に非常に弱い。
一八（いっぱち）［イッパチ］
美風の2番目の人格。太鼓持ち。美風とは違い、軽く明るいお茶目な性格だが、嘘や隠し事が苦手でそそっかしい。「〜やす」をつけて話す。扇子で紙吹雪を飛ばしながら話す。右利き。
喜瀬川（きせがわ）［キセガワ］
美風の3番目の人格。花魁で紅一点。右利き。花魁の口調で話し人格ではリーダー格。一人称は「わちき」で「〜ありんす」と話す。扇子でキセルをふかす。
磯田 定吉（いそだ さだきち）［イソダ］
美風の4番目の人格。5歳。美風の別人格で唯一フルネーム。美風、喜瀬川、一八の3人格がお酒などで一気に意識を失うと出現する。美風の人格とは打って変わって気弱で泣き虫で臆病な性格。一人称は「僕」。獏風や風子とはよく遊んでいたようで、特に獏風には実の孫のように懐いていた。美風、一八、喜瀬川の3人が記憶を共有しているのに対し、磯田のみ唯一記憶を共有できない。ただし他3人は磯田の人格自体の存在は理解している模様。

### 『逆転の大革命』
佐奈樹 文明（さなぎ ふみあき）
倉院の里に研究所を持つ考古学者。享年64。秘宝《始祖の宝玉》の研究を依頼された。研究所で事故死したとされている。
佐奈樹 ヒルネリア（さなぎ ヒルネリア）［ヒルネ］
文明の娘。長い金髪の少女で、ヘルメットと青い迷彩柄のパジャマを着用。12歳の小学生。軍人だったロシア人の母を尊敬して軍人口調で喋る。過去の放火事件のトラウマで自室に引きこもり、サナギ軍曹を操縦している。事件の際に負傷しており、車椅子に乗っている。
サナギ軍曹（サナギぐんそう）［グンソウ］
ヒルネリアが操縦するラジコンヘリコプター型警護ロボット。父・佐奈樹文明の研究所を警護している。男の声の軍人口調で喋り玩具のガトリング砲・ミサイル・マジックハンドを装備している。
清木 まさはる（きよき まさはる）［キヨキ］
政治家候補。25歳。真ん中分けで髷の髪型が特徴で、選挙活動の際は駕籠に乗る。倉院の里の名士の末裔であり、地元警察も手を出せないでいる。非常に横柄で「倉院の『王』となる男」と豪語している。本名は漢字で「政治」だが、ほとんどの人が「政治（まさはる）」を「政治（せいじ）」と誤解して呼ぶらしく平仮名にしたらしい。ある理由で成歩堂を顧問弁護士に任命してドゥルクを起訴して民事裁判を起こす。
ドゥルク・サードマディ［ドゥルク］
声 - 江原正士
クライン王国出身で、革命派「反逆の龍」のリーダー。45歳。ナユタの父親で王泥喜の育ての親。最初は王泥喜に日本である物を探して欲しかったことから民事裁判の依頼人となるが、後にクライン王国でクライン王国の法務大臣・インガ殺害の被告人となってしまう。
ダッツ・ディニゲル［ダッツ］
クライン王国で指名手配されている革命派の幹部。
サーラ・アータム［サーラ］
マルメル・アータムの妻。革命派の一員である。
王泥喜 奏介（おどろき そうすけ）
法介の実父でミュージシャン。クライン王国で亡くなった。
アマラ・シガタール・クライン［アマラ］
クライン王国の先代女王で、ガランの姉。
23年前の王宮放火事件により死亡したと伝えられている。
ガラン・シガタール・クライン［ガラン］
声 - 高島雅羅
クライン王国の女王で、先代女王のアマラの妹でインガの妻かつレイファの母親。43歳。元検事という経歴を持ち、裁判ではナユタの代わりに検事を務める。
インガ・カルクール・クライン [インガ]
クライン王国の法務大臣。携帯電話での通話中にドゥルクに背中を刺され死亡したとされる。
バアヤ
レイファの付き人。大臣殺害事件後、突然いなくなった。『6』第1話と『6』第3話でも登場したが、そこでは一瞬の登場で『6』第5話で事件に関わることとなる。

### 『時を越える逆転』
大津部 雫（おおつぶ しずく）［シズク］
事件の被告人。21歳。八久留間家に勤める家政婦で、来人との結婚を控え、常にウェディングドレスを着用している。タイムトラベルを体験したと主張している。礼儀正しく常にポーカーフェイスを保っているが、非常に泣き虫。結婚式を挙げるために顔を化粧で整え、茶髪の髪型も丸く整えているが、本来の顔は目元に雀卵斑がある顔で髪型も後ろと左右に広がった髪型である。家政婦としての癖が抜けず、ウェディングドレスのスカートの中にフライパンとお玉と雑巾とアイロンとYシャツと柄パンツを入れている。
八久留間 来人（はぐるま らいと）［ライト］
雫の花婿。24歳。八久留間航空の次期社長で、しきりにメモを取る癖がある。
八久留間 ひかり（はぐるま ひかり）
故人。来人の姉で次期社長候補だったが、8年前に交通事故により他界した。
十文字 一治（じゅうもんじ かずはる）［ジュウモンジ］
八久留間家に仕える執事。26歳。懐中時計を大切にしている。
米倉 静次（よねくら せいじ）
事件の被害者。25歳。八久留間家の使用人のリーダー。披露宴会場の壊れた灯篭から遺体となって発見された。

## 開発
開発の中心メンバーは前作から引き継がれ、プロデューサーは江城元秀、ディレクターは山﨑剛、Coディレクターは布施拓郎が担当した。山﨑は前作のシナリオディレクターから、布施はアートディレクターからそれぞれ昇格したが、これは前作よりも本作の開発規模が大きく、全体を見渡せる権限を持った人選をして効率性を高めるためであった。結果シナリオは各話それぞれライターが担当しつつ全体を山﨑が統括し、アートは布施が担いつつ、デザイン面で動作や演出を担うことができた。
開発は前作の開発終了から2か月経過したころから3人で話し合いが始まった。前作では6年ぶりのナンバリングタイトルと言うこともあって各種の新要素を取り入れたが、ユーザーからは不満や要望もあったため、それらに対応するところから始めた。結果、「調べる」コマンドで調べられる箇所およびメッセージが大幅に追加され、直接的なヒントを婉曲的な言い回しにするなど難易度が調整された。要望では綾里真宵の再登場および「カガク捜査」の実装が挙げられていたため、そこから「霊媒ビジョン」の実装や宝月茜の登場に繋げた。また製品発売前に体験版の試遊ができたが、霊媒ビジョンでつまづきやすいことが分かり、発売までにヒントを表示できるようにするなど調整された。
キャラクターに関してW主人公にしたのは、前作は成歩堂が真の主人公で王泥喜が影の主人公という位置づけだったが、王泥喜が前作で活躍したことから格上げした点や、既に成長しきった成歩堂と成長過程にある王泥喜の対比から物語を際立たせることが可能と判断したためである。そのほかこれまでのシリーズで登場したキャラクターを出すにあたって、単に登場させるだけにはならないよう、本作での役割を持たせるように気を配った。
グラフィックスに関しては前作にも登場しているキャラクターは流用が可能であったが、開発メンバーの技術が向上した結果、新規作成したキャラクターとの間でモデリングの出来具合に差が生じたため、既存キャラクターも新規にモデリングし直された。また前作ではアニメーションで演出した箇所もモーションキャプチャーなどを駆使して3Dで演出するようにした。アニメパートの制作は前作のボンズに代わりテレビアニメ版と同じA-1 Picturesが担当している。
シナリオに関しては、江城としては前作では設定面で失敗した部分や時間軸が前後するなど構成が良くなかったため、全体のプロットで大きな流れを決め、詳細を肉付けする形を採用した。テーマは前回の「法廷崩壊」を超えるものを思案した結果、日本ではない国の法制度を「革命」する発想に至った。そして真宵を再登場させる点から「倉院流霊媒道」の源流がアジアにあると発想し、チベットやミャンマーなどのアジア諸国を題材にして架空の国である「クライン王国」が誕生した。

## プロモーション
2015年9月1日に発売決定の旨が発表され、9月3日に情報公開および東京ゲームショウ2015に出展される事が発表された。東京ゲームショウ当日はプロデューサーの江城元秀とディレクターの山﨑剛が登場し、実際に遊びながら本作の紹介を行い、公開されたプロモーション映像やブースのステージでは舞台の「クラウン王国」や独自の司法制度、新旧キャラクターおよびシステム「霊媒ビジョン」が紹介された。プレイアブル出展では新システムの「霊媒ビジョン」が体験できた。
本作は東京ゲームショウのほか、2015年12月19日から20日にかけて千葉県幕張メッセで行われたジャンプフェスタ2016にも出展され、江城と山﨑が登壇、前作に登場した希月心音の登場が発表された。
他のキャラクターの発表は順次行われ、2016年2月10日には新キャラクターのナユタ・サードマディ、2016年3月6日には映像配信プラットフォーム「AmebaFRESH!」での生配信が行われ、『3』以来登場していなかった、綾里真宵が再登場することが発表されたほか、Web体験版の公開および発売日が2016年6月9日であることが発表された。4月7日には『逆転裁判 蘇る逆転』に登場した宝月茜、『逆転裁判4』から登場している成歩堂みぬきが発表された。
2016年4月2日から放映開始された『逆転裁判 〜その「真実」、異議あり!〜』では本作のコマーシャルが流された。4月27日には発売記念企画として「つくろう！逆転裁判 コンテスト」を開始した。5月11日には体験版が配信開始された。
2016年5月17日には完成披露会が行われ、ダウンロードコンテンツやコラボレーション，タイアップなどの情報が紹介、6月5日にはビックカメラ新宿東口店でトークショーを行うなど発売直前までプロモーション活動が展開された。

## 反響
発売日当日には開発スタッフのサイン・握手会が催された。開催は平日であったが、ファンによって列となり、中には江城や山﨑に対して作品愛を語るものもいた。
メディアクリエイトによる集計（2016年6月6日から6月12日）より、販売本数が196,831でコンシューマソフトの週間販売ランキングで初登場1位を獲得した。
プロレスラーの男色ディーノは本作に関して、新要素はそれほど見当たらないが、それはスピンオフ作品で見せればいいとし、シリーズとして変わらずブレていない面白さがある点を評価している。また前作に引き続きキャラクターの動作が、その人となりをよく伝えていると評価している。
一方でフリーライターの田下広夢はAll Aboutへの寄稿にて、「超常現象的なことで話が進むのが嫌な人は、気をつけた方がいい」と注意している。またプロモーションでは成歩堂と王泥喜のW主人公と謳っているが、全体的に見れば主人公は王泥喜であり、成歩堂のファンは肩透かしを喰らったように感じるかもしれないとした。ほか今作で復活した綾里真宵も過去作ほどの活躍をしていないことにがっかりするかもしれないとした。このため田下はW主人公や真宵の再登場を強く推すようなプロモーションは初期からのファンにとってゲーム本編から離れた過度な期待を生み出して、ゲーム体験を阻害したのではないかと指摘した。
作品の設定に関して、GameWatchの山村智美は架空の国を舞台にフィクション設定を重ねているため、その国独自の設定のほか、事件やキャラクターの情報量も多く、それを補完するために回想シーンを設けているが、回想シーンも多いためゲーム進行の流れを止めているのではないかと指摘している。システム面でも新規に加えて過去作で登場した要素を多く盛り込んだことでファンタジー要素を多く感じ、法廷パート中に出てくるシステムが法廷での流れを止めているのではないかと指摘した。一方でキャラクターや物語の見せ方は豪華で、この点は満足したユーザーもいるだろうとした。
日本ゲーム大賞2015ではフューチャー部門に選出された。

## 関連商品
- 逆転裁判6 公式ビジュアルブック KADOKAWA/エンターブレイン 2016年8月 ISBN 978-4047331495
- 逆転裁判6 LIMITED EDITION オリジナルドラマCD - カプコン公式通販サイト「イーカプコン」限定版に付属[58]
- 逆転裁判6 オリジナル・サウンドトラック 2016年7月13日 カプコン セルピュータレーベル[59][60] - 楽曲はゲーム同様に岩垂徳行が担当し[61]、CDのほかiTunes Storeなど音楽配信サイトでも配信された[62]。

## 他機種版
2017年9月22日にiOSとAndroid版が配信された。3DS版の立体視機能は削除されているが、画面サイズが拡張され、解像度が高くなり、アニメや人物のリアクションがより鮮明になり、ムービーが字幕付になった。物語クリア後に画面右下に「おわり」と表示される際に物語公式アートが表示されるようになった。
2024年1月25日には『逆転裁判456 王泥喜セレクション』への収録作品の一つとして発売され、HDリマスター化された。

## コラボレーション
発売を記念し、京浜急行電鉄（京急）・名古屋鉄道（名鉄）・京阪電気鉄道（京阪）との共同コラボレーションで『逆転裁判6ミステリーラリー〜友好の証〜』を実施している。実施期間は、京急が本作発売日から2016年7月31日、名鉄は本作品発売日から2016年9月30日、京阪は本作品発売日から2016年7月22日までと、期間が異なっている。